# Hadrian Daude
Hadrian Daude (9. listopadu 1704, Fritzlar – 12. června 1755, Würzburg) byl německý jezuita, teolog a historik.

## Životopis
V roce 1722 vstoupil do jezuitského řádu a postupně působil jako učitel na jezuitských kolejích v Heiligenstadtu, Mannheimu, Mohuči a Wetzlaru. Byl profesorem v Bambergu a od roku 1742 vyučoval filozofii, církevní dějiny a teologii ve Würzburgu.
Napsal řadu historických spisů. Jeho hlavním dílem, vytvořeným v letech 1748 až 1754, byla Historia universalis et pragmatca Romani imperii.

## Dílo
- Historia universalis et pragmatca Romani imperii (1748–1754)